# إيما ويلسون
إيما ويلسون (بالإنجليزية: Emma Wilson)‏ هي ناقدة أدبية بريطانية، ولدت في 1967.